# Бабкін Валерій Федорович
Бабкін Валерій Федорович (нар. 24 січня 1939, Мелітополь, Запорізька область) — український вчений, ветеринарний лікар. Брат Анатолія Бабкіна. Доктор ветеринарних наук (1996), професор (1999). Заслужений працівник сільського господарства України (1998).
У 1962 році закінчив Харківський зооветеринарний інститут. Працював ветеринарним лікарем. З 1967 року працює в Інституті експериментальної та клінічної ветеринарної медицини Української академії аграрних наук науковим співробітником. З 1987 року — завідувач лабораторії епізоотології. З 1989 року — заступник директора з наукової роботи, економіки та впровадження. З 1997 по 1999 рр. — директор цієї наукової установи.
Досліджував проблеми радіобіології, імунології, гормонального статусу тварин. Запропонував методи діагностики й специфічної профілактики та протиепізоотологічні заходи боротьби з інфекційним ларинготрахеїтом курей, методи експрес-діагностики сальмонельозів.